# Toxicodendron toxicarium
Toxicodendron toxicarium là một loài thực vật có hoa trong họ Đào lộn hột. Loài này được (Salisb.) Gillis miêu tả khoa học đầu tiên năm 1971.